# أبو بكر الوراق
أبو بكر محمد بن عمر الورّاق الترمذي ويلقب بـ «الحكيم»، أحد علماء أهل السنة والجماعة ومن أعلام التصوف السني في القرن الثالث الهجري أصله من ترمذ وسكن بلخ، وصحب أحمد بن خضرويه ومحمد بن سعد بن إبراهيم الزاهد ومحمد بن عمر بن خشنام البلخي. له كتب مشهورة في التصوف والمعاملات والأدب وقد أسند الحديث. توفي عام 240 هـ.

## من أقواله
- شكر النعمة مشاهدة المنة.[3]
- لو قيل للطمع: من أبوك؟ قال: الشك في المقدور، ولو قيل: ما حرفتك؟ قال: اكتساب الذل، ولو قيل: ما غايتك؟ قال: الحرمان.[3]
- أَصْلُ غَلَبة الهوى مُقارَفَة الشّهوات. فأذا غَلَب الهوى أَظْلَم القلْبُ. وإذا أَظْلَم القلبُ ضاق الصدرُ، وإذا ضاق الصدرُ ساء الخُلُق، وإذا ساءَ الخُلُق أَبْغَضَه الخَلْق، وإذا أبغضه الخَلْقُ أبغضهم، وإذا أبغضهم جَفاهم، وإذا جفاهم صار شيطانًا.[1]
- من أرضى الجوارح بالشهوات غرس في قلبه شجر الندامات.[4]
- الصوفي من صفا قلبه من كل دنس، ويلم صدره لكل أحد، وسخت نفسه بالبذل والإيثار.[2]